# 松前慶廣
松前慶廣（日语：〔〕／ Matsumae Yoshihiro，1548年9月3日—1616年10月12日），原名蠣崎慶廣，是日本戰國時代蝦夷地的大名，江戶時代為松前藩的第一代藩主（交代寄合家格）。

## 出身
幼名天才丸，從屬於安東家之蝦夷豪族蠣崎季廣的三男，母親為箱館河野季通之女，正室為村上直儀之妹。由於長兄舜廣、次兄元廣相繼被姊姊（南條廣繼正室）毒殺，因此由身為三男的慶廣在天正十一年(1583年)父親季廣隱居後，接下蠣崎氏家督之職，成為蝦夷蠣崎氏的第五代當主，並協助名義上的主公安東愛季殺死淺利勝賴。
天正十五年（1587年），安東愛季在與戶澤盛安交鋒的唐松野之戰中敗退旋即因病身故，由次男秋田實季即位，湊系安東家再度叛變，使安東家實力受損。因此隨後在天正十八年（1590年），豐臣秀吉出兵關東攻打小田原北條家時，蠣崎慶廣便循海路獨自上洛謁見秀吉，不僅所領安堵更獲得民部大輔的官位，並在戰後趁機與擔任津輕地方檢地奉行的前田利家、利長父子交好，並且透過當時人在仙北的大谷吉繼向秀吉進貢蝦夷特產的毛皮和織物，兼之在隔年（1591年）南部氏家臣九戶政實的反亂中，慶廣以大量配備附子矢(毒箭)的弓兵助陣，效果顯著，在陣中地位更與秋田實季平列，可見慶廣當時躋身大名之列，不再被認是安東家臣。
文祿二年（1593年），秀吉出兵朝鮮，蠣崎慶廣由蝦夷遠至肥前名護屋參陣，秀吉當場確認蠣崎氏對蝦夷的支配，同時上奏天皇封慶廣從五位下志摩守的官位，並賜下「蝦夷島主」的朱印狀和桐章。
慶長三年（1598年），豐臣秀吉卒，蠣崎慶廣迅速在於大坂城西丸謁見德川家康時，將蝦夷地圖及蠣崎家系譜獻上以示臣服。不久之後，他將苗字改為「松前」。日本民間傳說稱其苗字「松前」來源於德川家康的姓松平的「松」字和前田利家的「前」字，但實際上「松前」來源於阿伊努語地名「Matomae」（マトマエ）。之後在慶長十年（1605年），德川家康開創江戶幕府後兩年，他成為初代松前藩主，是北海道唯一一個藩。不過由於蝦夷地不適合種植水稻，慶廣僅僅是無高大名，而此時松前藩的正式家格僅僅是交代寄合。但是，松前慶廣與幕府交涉成功，得到幕府下賜的「黑印狀」，與北海道原住民阿伊努人交易的權力，將許多高價的漁產和農產壟斷，以此建立整體的貿易制度當時連近江商人都來蝦夷進行商業交易。
此外松前慶廣也利用諸弟成立分家、諸子和各有力大名締結關係，編織出一張血緣網穩固本家，次男忠廣在慶長九年時請仕將軍家，擔任將軍德川秀忠的旗本，得「忠」字並居住於江戶，在慶長十五年（1610年）續任從五位下隼人正的官位，拜領下野結城一千石，元和元年又加封武藏八幡一千石、都合兩千石。五男繼廣入仕加賀前田家，擔當和前田利長交誼之職。六男景廣繼承母系河野氏，負責掌理箱館，七男安廣出仕仙台伊達家，並於寬永六年在伊達政宗搓合下迎娶片倉重長之女，被列為準一門家臣。 
慶長十一年（1606年），松前慶廣有鑑山城型態的居館德山館有諸多不便，於是在德山南方鄰近海港的福山台地另築福山館遷移過去做為新居館。 
慶長十九年（1614年），慶廣率軍參予大坂冬之陣，陣中擔任一門眾筆頭的四男由廣因為有與大阪方內通的嫌疑，慶廣壯士斷腕地毅然下令由廣自刃。翌年的大坂夏之陣中，慶廣帶次男忠廣參陣，役中忠廣奮勇作戰立下功勳終讓幕府方解除對松前家與豐臣家私通謀叛的懷疑。
元和二年（1616年）十月十二日，松前慶廣剃髮，號海翁，長子盛廣之子長孫松前公廣以二十歲之齡繼位家督，同年去世，享年六十六歲。